# Eastmanosteus
Eastmanosteus — рід плакодерм ряду Артродіри (Arthrodira). Представники роду мешкали у девонському періоді (400 млн років тому). Цей рід тісно пов'язаний з велетенським хижаком Dunkleosteus, але відрізняється від цього роду відмінним горбкуватим візерунком кістки, формою потиличної плити та більшими зигзагами між кістками черепа. Eastmanosteus мав потужні щелепи з гострими ріжучими краями та був активним хижаком. Скам'янілості були знайдені в різних частинах світу в морських відкладеннях, датуються починаючи з середини й до пізнього девону. Це були досить великі риби: E. pustulosus і Е. licharevi сягали завдовжки до 3 м. Повний екзоскелет E. calliaspis з Австралії містить сліди м'яких тканин.

## Види
- Eastmanosteus calliaspis Dennis-Bryan 1987
- Eastmanosteus licharevi (Obrucheva 1956)
- Eastmanosteus lundarensis Hanke, Stewart and Lammers 1996
- Eastmanosteus magnificus (Hussakof & Bryant 1918)
- Eastmanosteus pustulosus (Eastman 1897)
- Eastmanosteus yunnanensis (Wang 1982)